# Wollmarkt

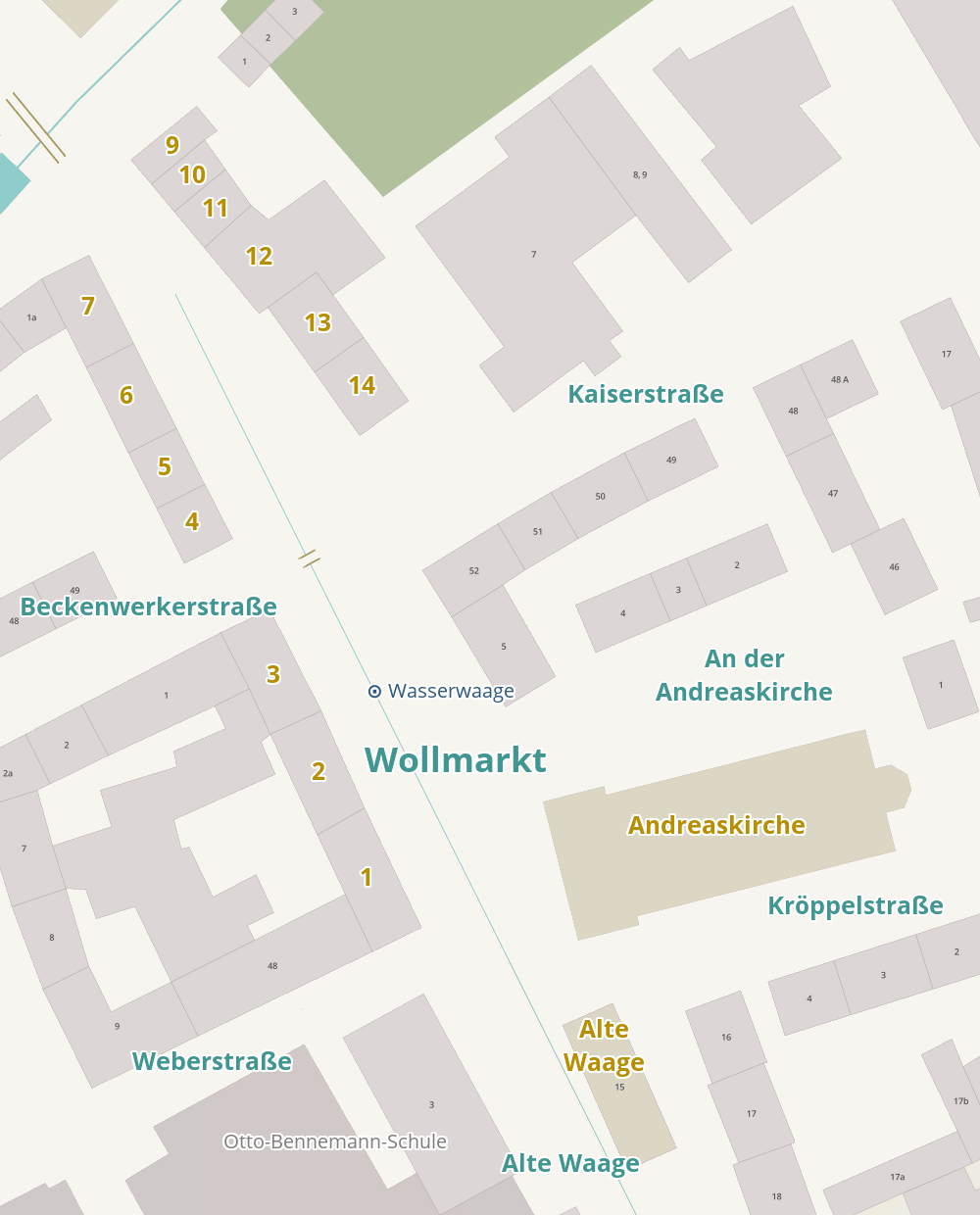
Karte des Wollmarktes

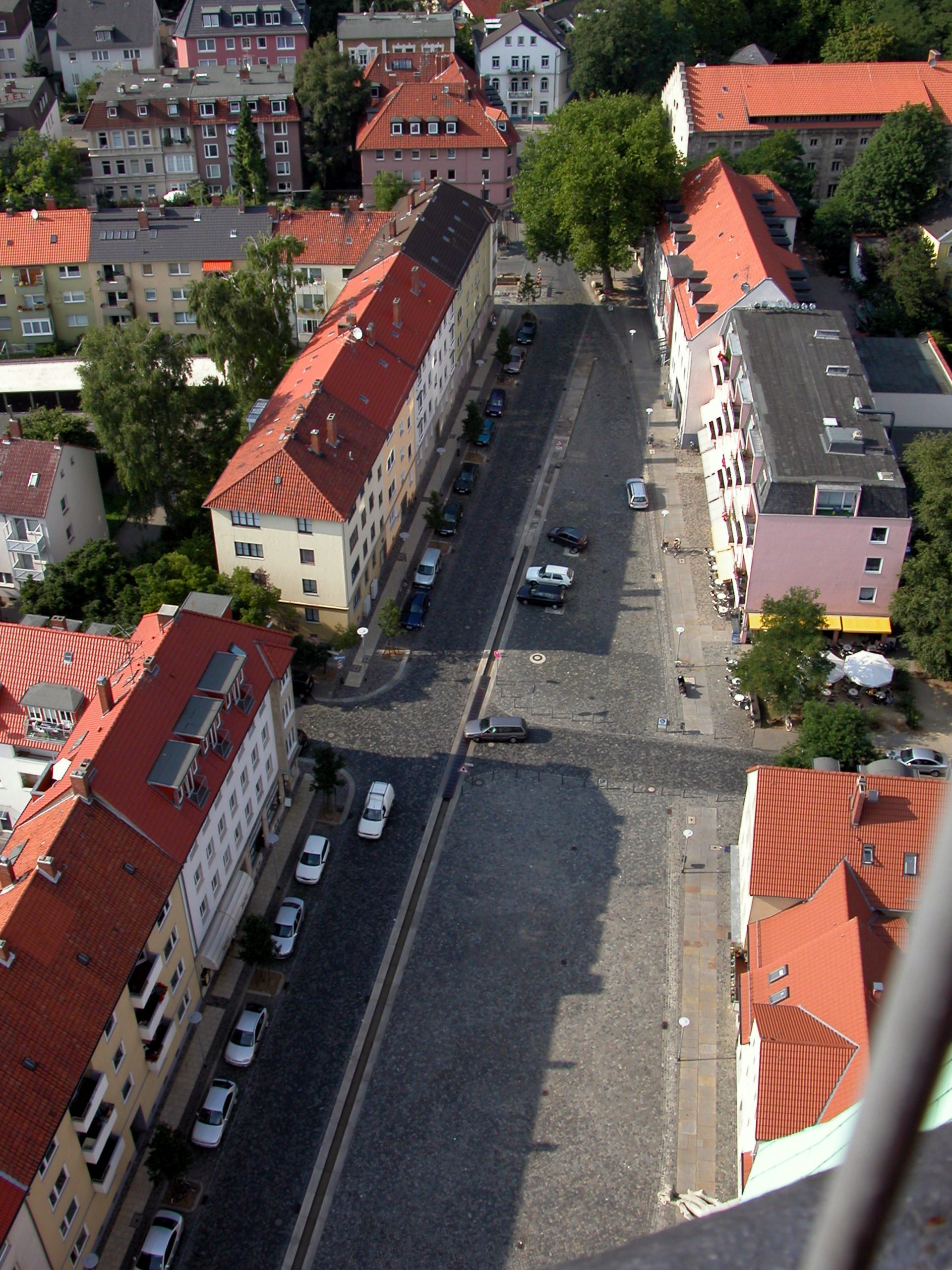
Der Wollmarkt heute (Blickrichtung Norden) vom Südturm der Andreaskirche aus gesehen: Einmündung Beckenwerkerstraße (links), Kaiserstraße (rechts); im Hintergrund links die Einmündung zum Neuen Weg, rechts die Neustadtmühle, dieser links gegenüber die Okerstraße. Gut erkennbar die schnurgerade verlaufende Wasser-Waage.

„vor den Neu Stadt Thor [sic!]“, Ausschnitt aus Albrecht Heinrich Carl Conradis Plan der Stadt von um 1755

„Hintern Andreas Kirchhofe“ und „Vor dem Neu-Stadt-Thor“ aus Andreas Carl Haackes Distriktkarte „F“ von 1764/66

„Der Schwein [sic!] Markt“ aus Friedrich Wilhelm Culemanns Plan der Stadt von 1798

Der Wollmarkt in Braunschweig ist ein lang gezogener, schmaler, von Südosten nach Nordwesten verlaufender Platz im Weichbild Neustadt, der, obwohl bereits im 12. bzw. frühen 13. Jahrhundert angelegt, offiziell erst seit 1828 als „Wollmarkt“ bezeichnet wird.

## Geschichte
Die Ortsbezeichnungen für den heutigen Wollmarkt wechselten zwischen dem 13. und frühen 19. Jahrhundert teilweise sehr häufig, wobei sich die Benennungen entweder an der dort im 12. Jahrhundert erbauten Andreaskirche, an der Neustadtmühle oder am Neustadttor orientierten. Einige der Benennungen wurden offensichtlich parallel verwendet.
1282 findet sich als Ortsbezeichnung zunächst ante valvam beati Andree, 1311 vor sunte Andreases dore, im Jahr darauf vor der Nigenstat dore, 1326 gefolgt von versus valvam sancti Andree und ab 1355 vor deme nyenstaddore. 1364 wurde der Ort als by sunte Andrease tigen der beckenwerchtenstrate, 1361 und 1380 als tigen sunte Andreases torne, 1399 gefolgt von achter sante Andreas torne und 1431 tigen sunte Andreas kerkhove. 1395 taucht zum ersten Mal die Bezeichnung Marketstrate auf die bis 1600 oft verkürzt zu Market verwendet wurde. 1471 wird das Gebiet als dorstrate bezeichnet und so vor allem zwischen 1532 und 1571 verwendet. Das hier mehrfach erwähnte Neustadttor wurde bereits ab 1693 nicht mehr genutzt, aber endgültig erst 1791 abgebrochen. Bis 1780 wurde deshalb die Bezeichnung vor dem Neustadttore weiter verwendet. Seit 1758 war auch Ziegenmarkt, gefolgt von Schweinemarkt gebräuchlich. Anschließend scheint die heutige Benennung Wollmarkt aufgekommen zu sein, die aber erst 1828 offizieller Gebrauch wurde.
Der Platz, der eher einer lang gezogenen, bauchigen Straße gleicht, die sich an beiden Enden verjüngt, wurde unter Umständen nicht als Marktplatz bzw. Markt im eigentlichen Sinn des Begriffes genutzt oder hatte als solcher zumindest in Braunschweig keine große Bedeutung. Vielmehr wird vermutet, es handele sich eventuell um einen alten Stapelplatz für Wolle der Braunschweiger Großhändler. Dagegen spricht allerdings, dass der Platz vor 1828 als „Schweinemarkt“ und davor als „Ziegenmarkt“ und bereits um 1395 als „Marketstrate“ bezeichnet wurde.
Es wird ebenfalls vermutet, dass sich auf dem Gelände der Schiffslandeplatz der Neustadt befand, denn die Oker war zu diesem Zeitpunkt in der Stadt noch schiffbar. Dieser Meinung widersprechen andere und verorten den Hafen weiter östlich, Richtung Reichsstraße. Nachgewiesen ist jedenfalls eine frühe Hafenanlage in der Nähe des Nickelnkulk, der vom Wollmarkt nur wenige Hundert Meter entfernt lag.

### Städtebauliches Umfeld
Die Bebauung zu beiden Seiten des Wollmarktes, bestand, wie auch in anderen Teilen der ab dem 12. Jahrhundert angelegten Neustadt, zu großen Teilen aus Fachwerkhäusern, in denen großenteils Handwerker und Familienbetriebe angesiedelt waren. Steinbauten waren in diesem Bereich nur in geringer Zahl, hauptsächlich auf der Ostseite, vorhanden. Das südliche Ende des Wollmarktes dominierte über 400 Jahre bis zu seiner Zerstörung 1944 die 1534 errichtete Alte Waage. Nur wenige Meter davon entfernt steht die im 12. Jahrhundert erbaute Andreaskirche. Ein weiteres bemerkenswertes Bauwerk war das um 1275 erbaute und 1524 letztmals veränderte kolossale Fachwerk-Eckhaus Wollmarkt 1 an der Ecke Weberstraße.
Da der Wollmarkt sehr viel länger als breit war, standen (und stehen noch heute) Häuser, wenn man die 1994 wieder aufgebaute Alte Waage am Südende außer Acht lässt, nur auf der Ost- bzw. auf der Westseite. Hauptsächlich waren dort Handwerker, kleine Gewerbetreibende und dergleichen beheimatet. Auch verschiedene Gastwirtschaften – „Ausspann“ genannt – war darunter.
1837 gründete Christian Ludewig Theodor Winkelmann die erste Braunschweiger Klavierbaumanufaktur. Unternehmenssitz war das Haus Wollmarkt 3, wo Winkelmann und vier bis fünf Mitarbeiter zunächst nur Tafelklaviere, später aber auch Flügel fertigte. 1851 wurde das Unternehmen in Zeitter & Winkelmann umbenannt. Nach Expansion zog die Firma 1888 in einen großen Neubau in der Hildesheimer Straße.
Theodor Litolff, Stiefsohn des englischen Musikers und Verlegers Henry Litolff, führte ab 1860 das Braunschweiger Unternehmen seines Stiefvaters weiter und verhalf dem Musikverlag und der von diesem publizierten Collection Litolff zu Weltgeltung. Als das alte Verlagsgebäude für die expandierende Firma zu klein wurde, bezog man 1875 neue Geschäftsräume im Haus Wollmarkt 13. Auch dieses Haus wurde im Zweiten Weltkrieg vollständig zerstört.
Barward Tafelmaker ein Braunschweiger Baumeister des 16. Jahrhunderts, der u. a. Jahrzehnte an den Türmen der Andreaskirche baute und für die Wasserversorgung in der Stadt verantwortlich war, wohnte nur wenige Meter von der Kirche entfernt, an der Ecke Wollmarkt/Weberstraße bzw. dem Grundstück „Alte Waage“ 13/14.
Im unmittelbaren städtischen Umfeld des Wollmarktes befinden sich alte Straßen aus der Gründungsphase der Neustadt, so z. B.: Küchenstraße, Kupfertwete, Lange Straße, Opfertwete und die Reichsstraße. Bedeutende, aber z. T. nicht mehr vorhandene Bauwerke im weiteren Umkreis des Wollmarktes sind u. a. das Achtermannsche Haus in der Reichsstraße, die aus dem frühen 15. Jahrhundert stammende Liberei, die Neustadtmühle aus dem 19. Jahrhundert, das nach fast vollständiger Zerstörung im Krieg in den frühen 1970er Jahren wieder aufgebaute Neustadtrathaus, die Ghellerburg und der Packhof, die beide den Krieg nicht überstanden haben.

### Altstadtsanierung
Die Industrialisierung zog im späten 19. Jahrhundert auch in Braunschweig immer mehr Menschen an, die, großenteils vom Land kommend, in der Stadt Arbeit suchten. Viele dieser neuen Bewohner gehörten ärmeren Bevölkerungsschichten an, die u. a. in der Neustadt, westlich des Wollmarktes zwischen Weberstraße und Beckenwerkerstraße lebten. Die dortigen Wohnquartiere waren durch sehr alten Baubestand gekennzeichnet. Die Fachwerkhäuser waren großenteils mehrere Hundert Jahre alt, standen sehr eng, hatten geringe Geschosshöhen und nur kleine Fenster. Die Innenhöfe waren immer mehr mit Wohnmöglichkeiten zugebaut worden, wodurch sich nicht nur die Gesamtwohnsituation dramatisch verschlechterte, sondern besonders die hygienischen und sanitären Verhältnisse. Viele mussten sich eine gemeinsame Toilette im Innenhof teilen und 90 % der Küchen waren ohne Fenster. Diese Umstände führten zu einer Verelendung und somit zu sozialen und politischen Spannungen, da viele Bewohner Sozialisten oder Kommunisten waren.
Vor diesem Hintergrund begann das Hochbauamt der Stadt Braunschweig unter der ehrenamtlichen Leitung von Herman Flesche in den 1920er Jahren mit Planungen für eine großflächige Sanierung der Braunschweiger Altstadt (nicht zu verwechseln mit dem Braunschweiger Weichbild Altstadt). Mit dem aufkommenden Nationalsozialismus wurde dieses Vorhaben aus ideologischen Gründen mit Elan vorangetrieben, da das Vorhaben in das Konzept der NS-Propaganda von Volksgemeinschaft und Rasse passte. Ab 1932 entwarf Flesche ein Modernisierungs- und Entkernungskonzept, das exemplarisch im Gebiet westlich des Wollmarktes ausgeführt werden sollte. Im Dezember 1933 wurde mit umfangreichen Abrissarbeiten zur Reduzierung der Bausubstanz v. a. in den verbauten Innenhöfen begonnen. Im Juni 1939 wurde die Sanierung in diesem Bereich für abgeschlossen erklärt, gleichzeitig wurde die Alte Waage in ein Heim der Hitlerjugend umgewandelt. Kriegsbedingt wurde die weitere Altstadtsanierung Ende 1939 aber eingestellt.

### Zerstörung

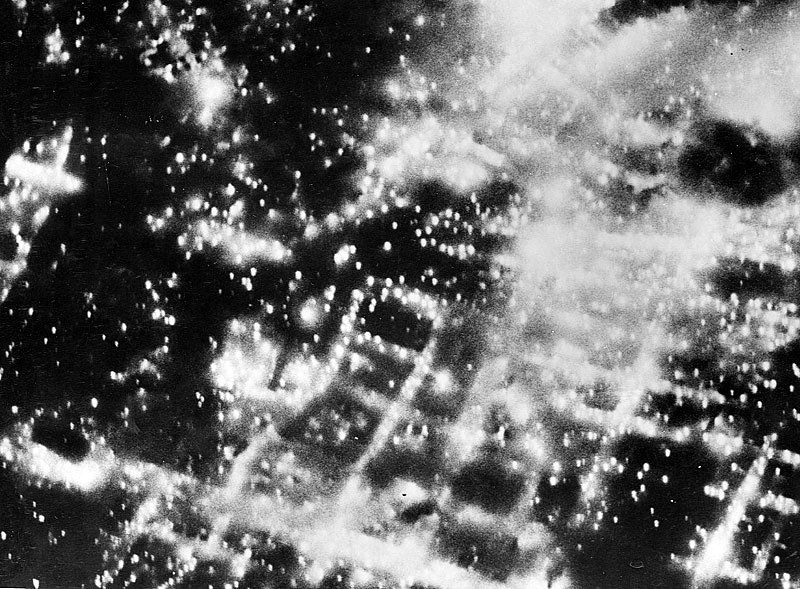
Die brennende Braunschweiger Innenstadt den frühen Morgenstunden des 15. Oktober 1944

Die gesamte ursprüngliche Fachwerkbebauung, einschließlich der gerade erst sanierten Bausubstanz zu beiden Seiten sowie im großen Umkreis um den Wollmarkt, wurde während des Zweiten Weltkrieges, insbesondere beim verheerenden Bombenangriff vom 15. Oktober 1944, vollständig zerstört. Während des Wiederaufbaus ab Beginn der 1950er Jahre, wurden ausschließlich Steingebäude errichtet. Die heute wieder an ihrem ursprünglichen Standort am Südende des Wollmarktes stehende Alte Waage aus dem Jahre 1534 ist eine Rekonstruktion aus den Jahren 1991–1994.

### Wiederaufbau und Neugestaltung

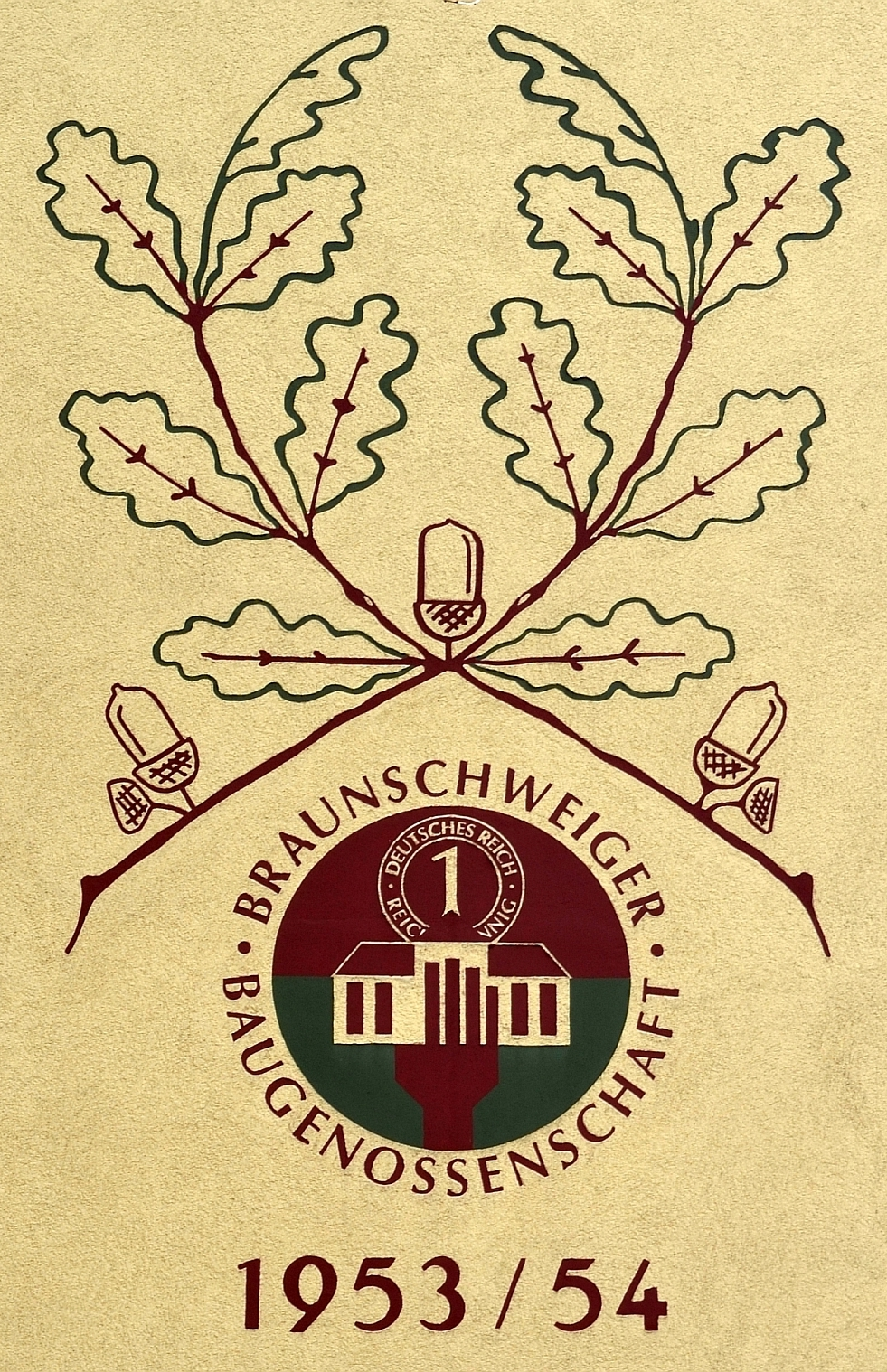
Hinweis auf den Wiederaufbau im Bereich Neustadt/Wollmarkt in den Jahren 1953/54 durch die BBG

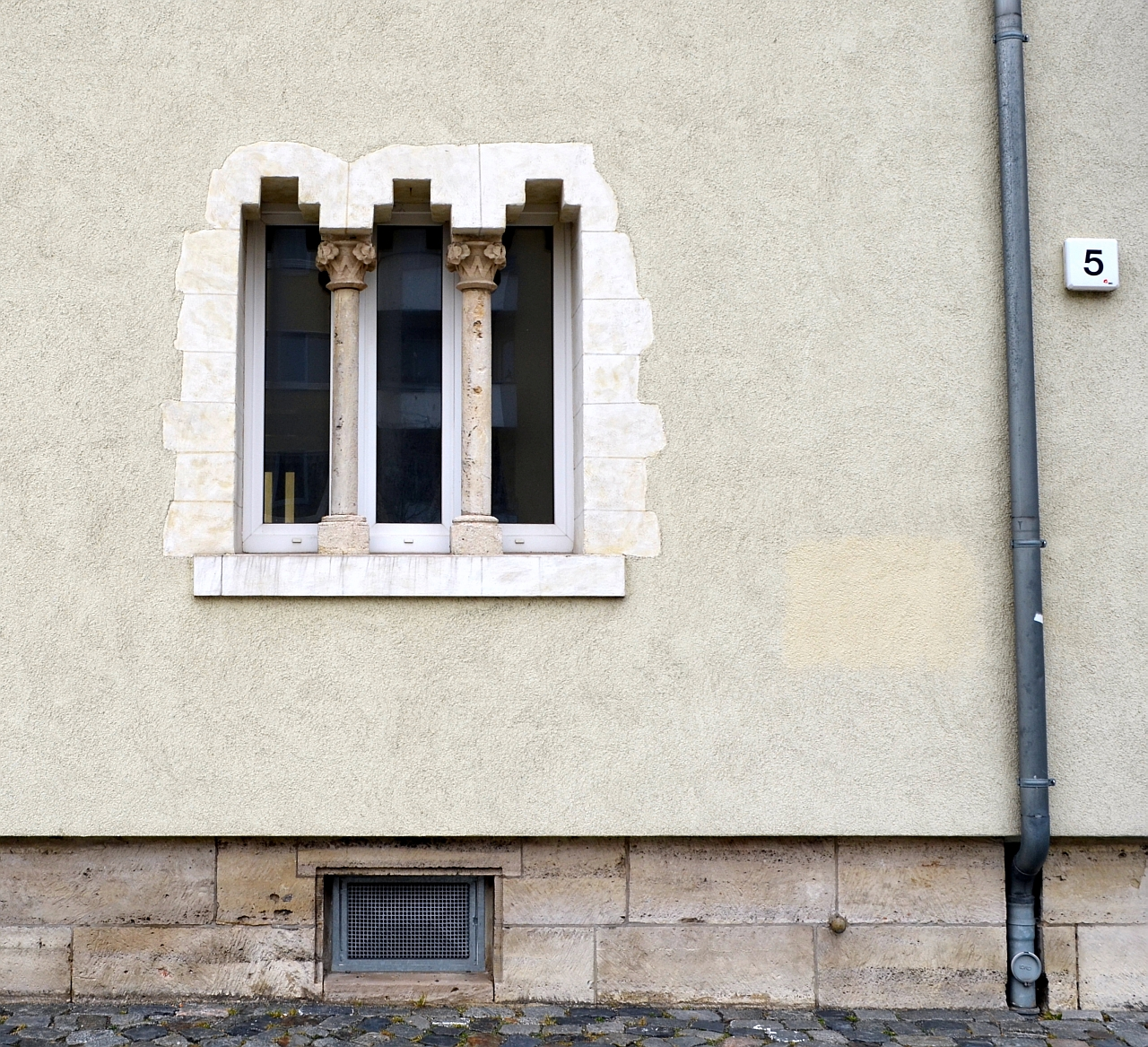
Dieses gotische Säulenfenster ist neben der Andreaskirche fast das Einzige, das nach dem 15. Oktober 1944 vom ursprünglichen Wollmarkt geblieben ist.

Für die Trümmerräumung, die in Braunschweig offiziell am 17. Juni 1945 begann, wurde u. a. eine Trümmerbahn eingerichtet, die z. T. auch über den Wollmarkt verlief, wobei sich einer ihrer Bahnhöfe auf dem ehemaligen Standort der Alten Waage befand, deren Ruine abgetragen worden war. Im November 1946 hatte die Industrie- und Handelskammer Braunschweig einen Architektenwettbewerb zum Wiederaufbau bzw. zur Neugestaltung der Plätze „Alte Waage“ und „Wollmarkt“ ausgeschrieben. Die Preisvergabe durch das Preisgericht unter Vorsitz des Braunschweiger Stadtbaurates und Leiters des Wiederaufbaus der Stadt, Johannes Göderitz, erfolgte Anfang 1948, wobei insbesondere die Vergabe des 1. Preises an Friedrich Wilhelm Kraemer, wie Göderitz selbst, Vertreter der so genannten Braunschweiger Schule, sowie des 2. Preises an Gustav Walter, „heftige Fehden“ innerhalb sowohl der Braunschweiger Bevölkerung als auch der Fachwelt auslösten. Beide Preisträger waren dafür bekannt, dass sie „auch bei Bauaufgaben innerhalb der Altstädte die Wiedererweckung historischer Bauformen sowie überhaupt jede traditionelle Bindung betont“ ablehnten. Diese Preisgerichtsentscheidungen wurden von Bevölkerung, Presse und großen Teilen der Fachwelt abgelehnt, da sie den altstädtischen Charakter des Wollmarktes negierten, wobei „sachliche mit unsachlichen Motiven eng verknüpft worden“ zu sein schienen. Kraemers Entwurf war von moderner Nachkriegsformensprache geprägt. Seine Platzrandbebauung bestand ausschließlich aus viergeschossigen Steinbauten mit flach geneigten Dächern. Der Wollmarkt, der sich im Laufe von Jahrhunderten nur langsam und geringfügig verändert hatte, war in einer einzigen Nacht im Jahre 1944 fast vollständig zerstört worden. Kraemers Vision griff nichts vom historischen Erbe dieses Teils Braunschweiger Stadt- und Architekturgeschichte auf, sondern stellte einen vollständigen Bruch mit der Geschichte dar. Das neben der Andreaskirche markanteste Gebäude, das gleichzeitig 410 Jahre lang den südlichen Abschluss des Wollmarktes gebildet hatte und 1944 zerstört worden war, die „Alte Waage“, tauchte in den Wiederaufbauplänen Kraemers überhaupt nicht mehr auf. An ihrem Standort hatte er einen Parkplatz vorgesehen, der auch umgesetzt wurde.
Mit etlichen Jahren Verzögerung wegen fehlender Finanzmittel, Mangel an Baumaterial, Verzögerungen bei der Trümmerbeseitigung sowie unklarer administrativer Zuständigkeiten innerhalb der britischen Besatzungszone, zu der Braunschweig gehörte, wurde ab 1953 mit dem Wiederaufbau im Bereich um den Wollmarkt begonnen. Vorrangig musste Wohnraum für die ortsansässige Bevölkerung sowie für Flüchtlinge und Heimatvertriebene geschaffen werden, sodass standardisierte und genormte und damit uniforme Wohneinheiten entstanden. „Zum Nachdenken war einfach keine Zeit, so daß ein Kompromiß dem anderen folgte.“ Die Ruinen bzw. Reste der ursprünglichen Bebauung wurden fast gänzlich abgetragen und beseitigt. Lediglich einige Spolien wurden in die neue Bausubstanz aufgenommen, darunter ein dreiteiliges gotisches Säulenfenster, das sich in den Trümmern der Wand einer Kemenate befand, die zum Gebäudekomplex Wollmarkt 1/Ecke Weberstraße gehörte und das durch den Krieg erst wieder freigelegt worden war. Es befindet sich heute gegenüber in der Außenwand des Neubaus Wollmarkt 5 verbaut. Der Südwesten der Wollmarktbebauung wird seither von der Otto-Bennemann-Schule eingenommen. Heute wie damals ist auf Platz und Straße Kopfsteinpflaster verlegt.
Nach langen, kontrovers geführten Diskussionen um den „Wiederaufbau“ bzw. die „Rekonstruktion“ der 1944 zerstörten „Alten Waage“ wurde Anfang der 1990er Jahre mit der Umsetzung des Vorhabens begonnen. 1994 waren die Arbeiten abgeschlossen. Vor diesem Hintergrund folgte 1992 ein weiterer Architekturwettbewerb. Er hatte u. a. zum Ziel, die räumliche Einheit der Plätze „Alte Waage“ und „Wollmarkt“, nach dem Wiederaufbau der Alten Waage gestalterisch umzusetzen. Den 1. Preis erhielten zwei Architekten aus Hannover, deren wesentliches Element in ihrem Gestaltungskonzept die „Wasser-Waage“ war. Dabei handelt es sich um eine schnurgerade, mit geringem Gefälle von Südosten nach Nordwesten über beide Plätze verlaufende, aus gelbgrauem Granit gefertigte Wasserrinne, deren Ursprung sich am Südende befindet. Ursprünglich war geplant, innerhalb der steinernen Rinne, einen Messingstab einzulegen, der im südlichen Teil zunächst unter dem Wasserspiegel in der Rinne verlaufen sollte und dann auf Höhe des Nordgiebels der Alten Waage an die Oberfläche treten sollte. Die Architekten wollten so auf die historische Funktion der „Alten Waage“ als Wägestation hinweisen. Gleichzeitig sollte mit der „Wasser-Waage“ aber auch auf die zahlreichen kleinen Wasserläufe und Gräben, die die Braunschweiger Innenstadt bis in das 19. Jahrhundert durchzogen verwiesen werden. Aus Kostengründen wurde die „Wasser-Waage“ jedoch nicht vollständig umgesetzt: Der Messingstab wurde weggelassen. Kritisch beurteilte das Preisgericht bei der „Wasser-Waage“ den Umstand, dass sowohl die Wasserrinne als auch der (später nicht ausgeführte Messing-) Waagebalken ohne bauseitige Hilfen für Fußgänger nur schwer, für Fahrzeuge gar nicht zu queren sei.

## Impressionen

Um 1850: Stich von Ludwig Tacke: Teil des Wollmarkts von der Beckenwerkerstraße aus gesehen
Um 1850: „Der Wollmarkt mit der Andreaskirche zu Braunschweig bei der Brücke der Neustadtmühle aus gesehen“
1892: Der Wollmarkt von der Neustadtmühle aus gesehen. Die Brücke im Vordergrund führt über den Neustadtmühlengraben.
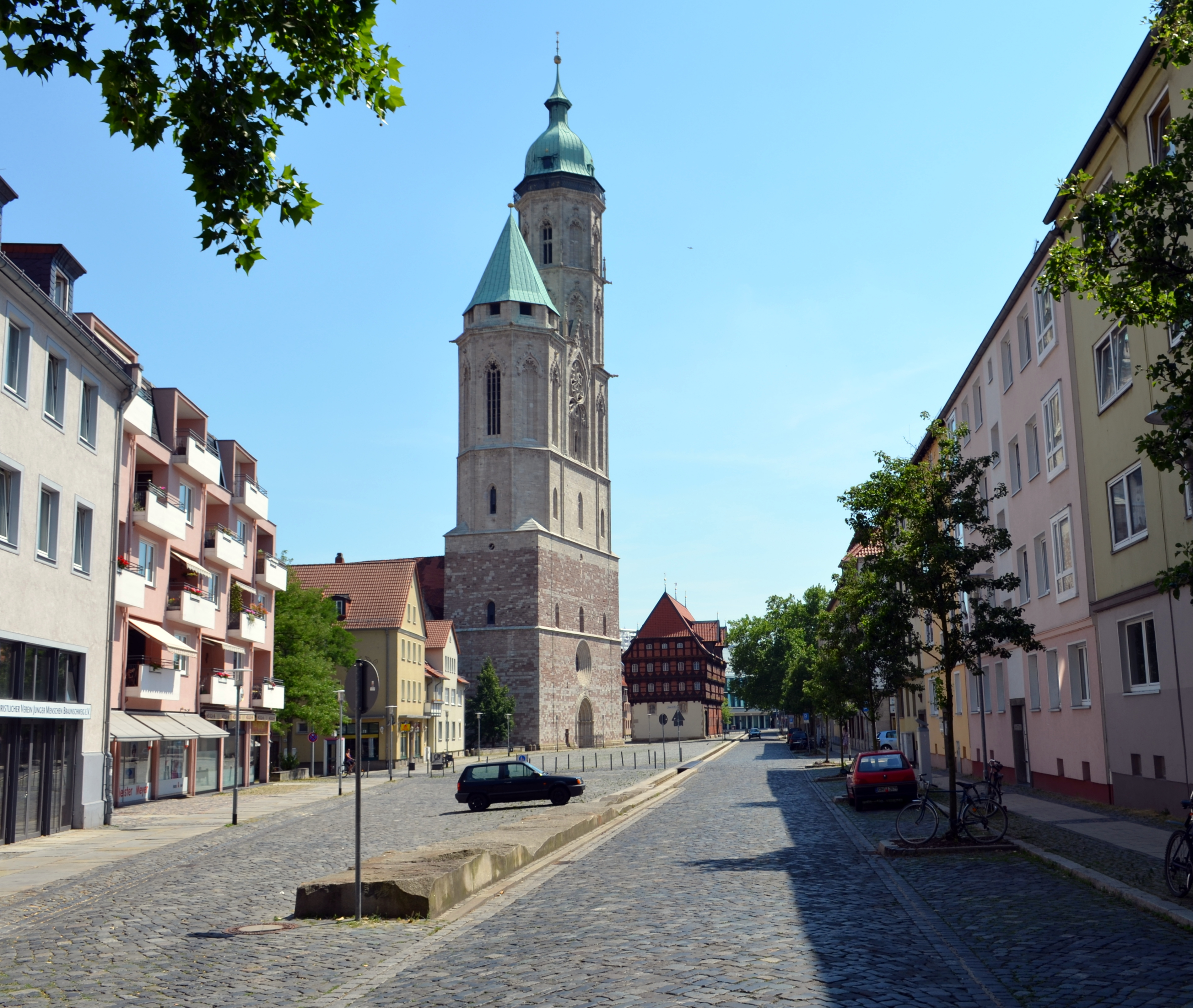
2011: Andreaskirche mit Alter Waage am Südende des Marktes
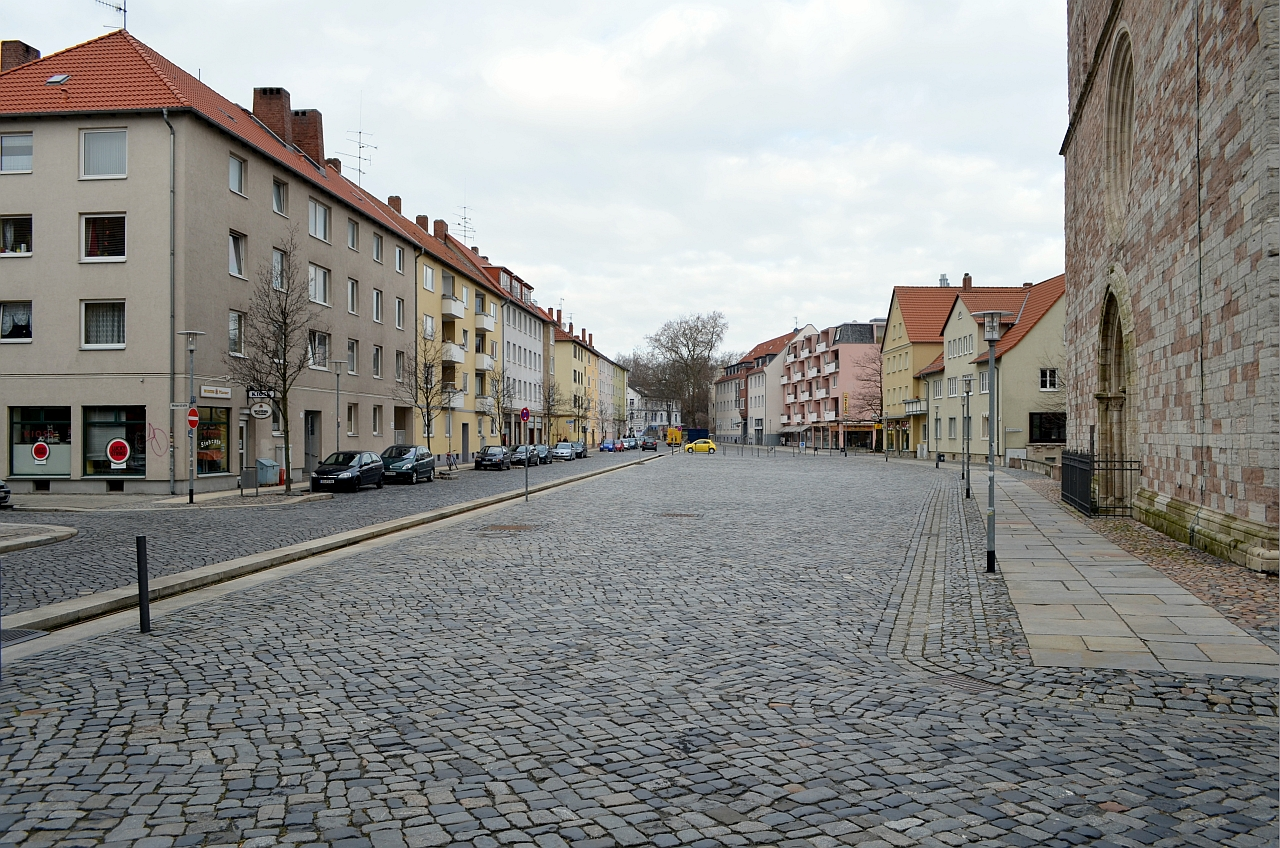
2012: Blickrichtung Norden, rechts das Westwerk der Andreaskirche
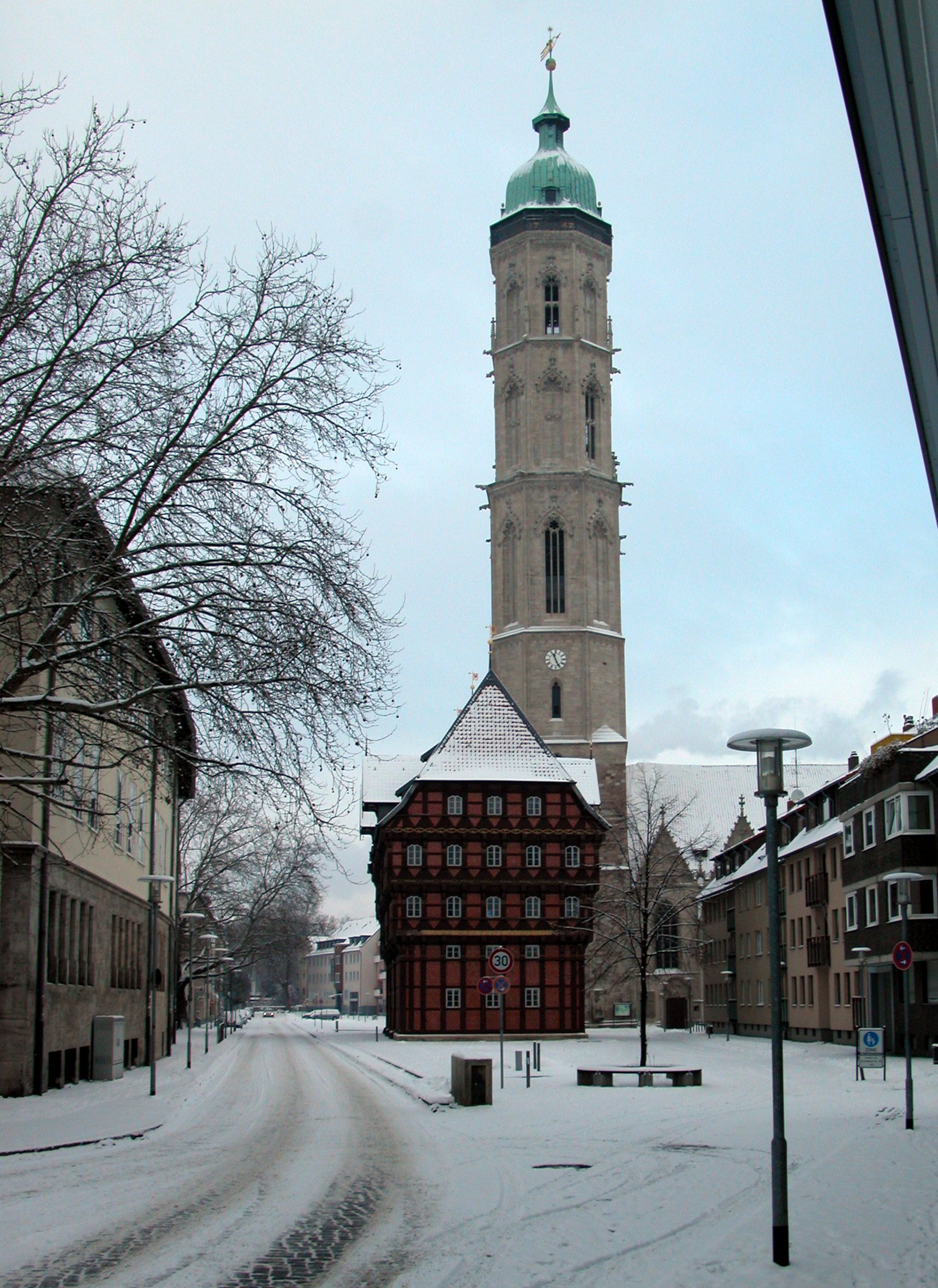
2010: Alte Waage und Andreaskirche. Im Hintergrund links ist der Wollmarkt zu erkennen.
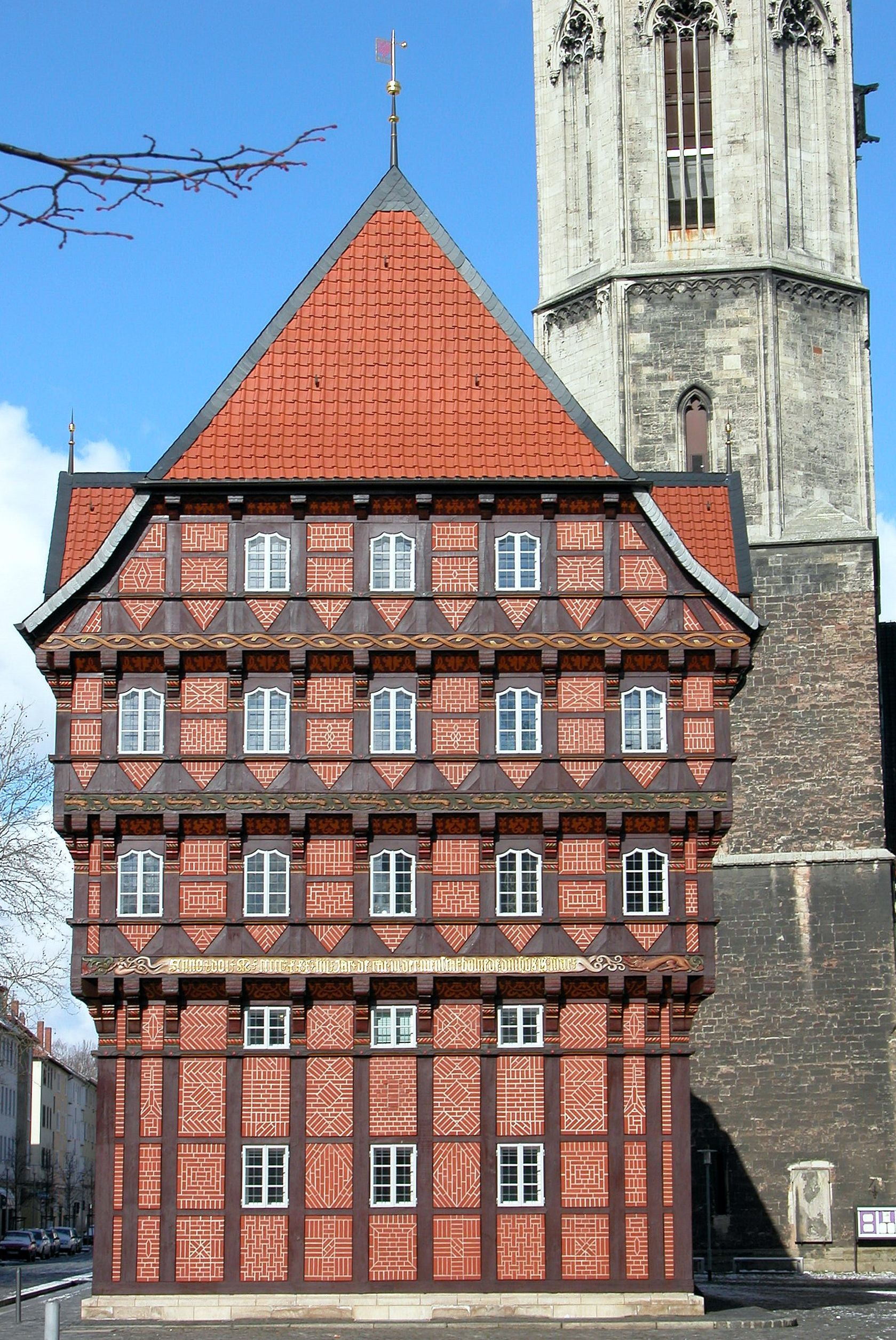
Die Alte Waage von Süden
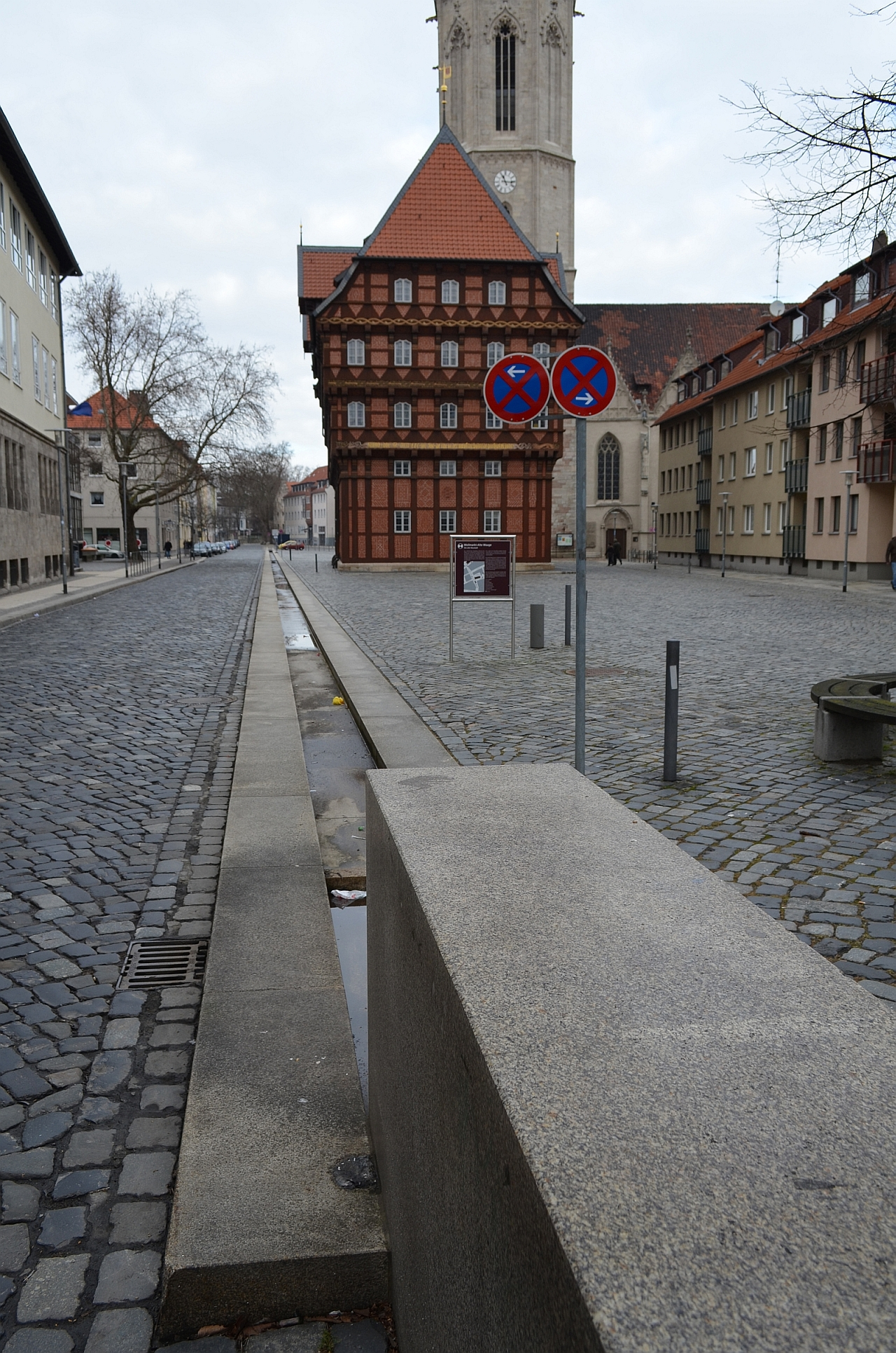
Die „Wasser-Waage“, ein moderner Brunnen, der entlang der Längsachse des Marktes verläuft
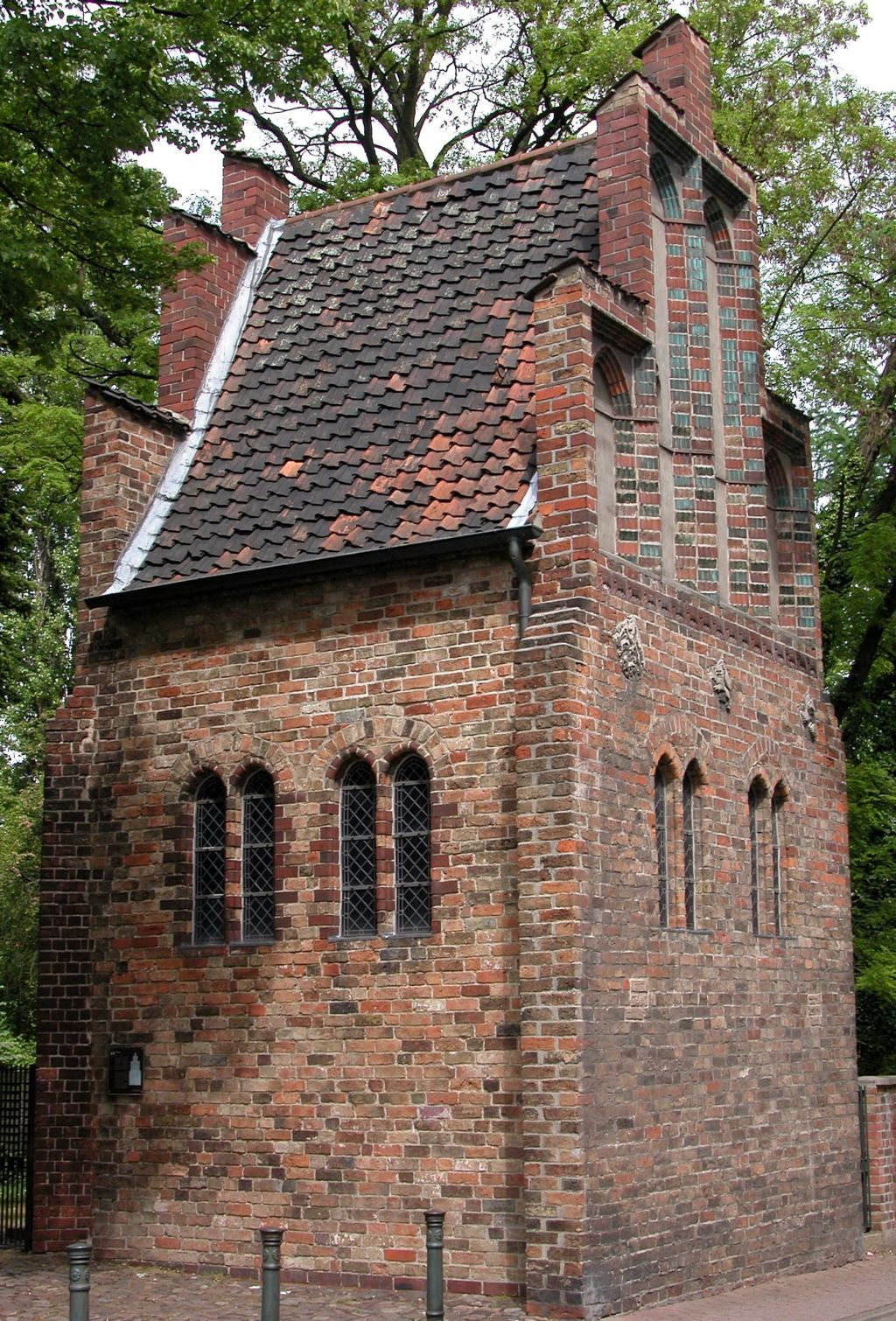
Die Liberei in der nahe gelegenen Kröppelstraße